# Nam Baden
Nam Baden (tiếng Đức: Südbaden) là bang thuộc Tây Đức được tạo ra từ cộng hòa Baden (thuộc cộng hòa Weimar và Đức Quốc xã). Sau chiến tranh thế giới thứ hai, Baden nằm trong vùng chiếm đóng của Pháp. Từ năm 1952, Nam Baden trở thành một phần của bang Baden-Württemberg.

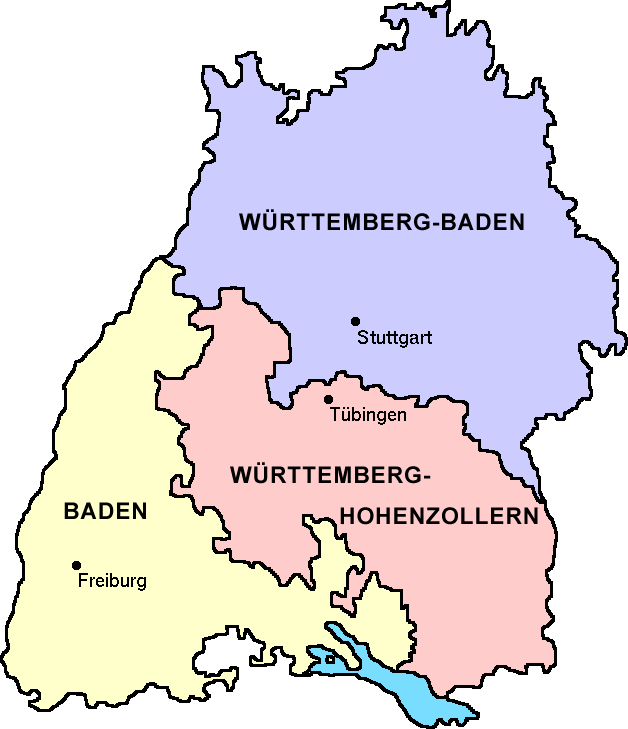
Ba bang nhập lại thành Baden-Württemberg năm 1952